# IKB Deutsche Industriebank

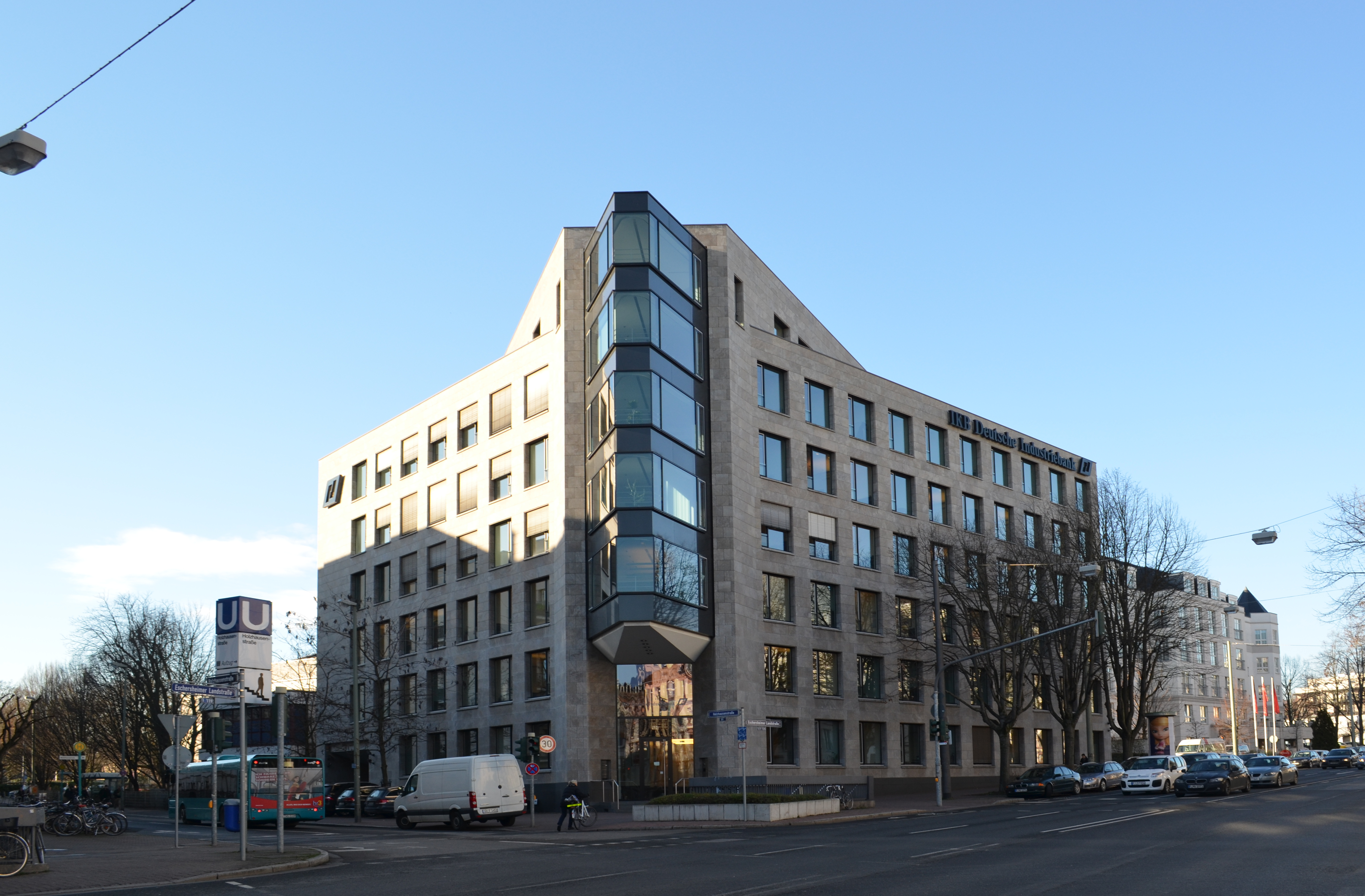
IKB in Frankfurt am Main

Die IKB Deutsche Industriebank AG ist ein Kreditinstitut mit Sitz in Düsseldorf. Die Bank stellt ihren Kunden Kredite, Kapitalmarkt- und Beratungsdienstleistungen sowie Einlagemöglichkeiten zur Verfügung und agiert als sogenannte Durchleitungsbank (Förderbank) für Darlehen aus öffentlichen Förderprogrammen. Das Onlineangebot für Privatkunden umfasst Tages- und Festgelder sowie Spar- und Auszahlpläne.
Als zentrale Gesellschaft des IKB-Konzerns ist die IKB Deutsche Industriebank AG das Mutterunternehmen mehrerer in- und ausländischer Beteiligungs- und Projektentwicklungsgesellschaften sowie weiterer Konzerntöchter.
Neben der Zentrale am Finanzplatz Düsseldorf verfügt sie über fünf Niederlassungen in Deutschland. Seit 2008 mehrheitlicher und seit 2017 Alleinaktionär ist die LSF6 Europe Financial Holdings, L.P. („LSF6“), Dallas, Texas, USA, eine Tochtergesellschaft des US-amerikanischen Finanzinvestors Lone Star Funds.

## Geschichte

### 1924 bis 1931: Bank für Industrie-Obligationen (Bafio)
Als Folge des Ersten Weltkrieges musste Deutschland Reparationen zahlen; die Modalitäten der Zahlung wurden ab 1924 durch den Dawes-Plan geregelt. Das im gleichen Jahr vom Reichstag beschlossene „Industriebelastungsgesetz“ legte fest, dass die deutschen Industrie- und Gewerbebetriebe einen Reparationsanteil von fünf Milliarden Goldmark zu erbringen hätten. Zur Organisation dieser Zahlungen wurde am 30. September 1924 von einem Konsortium von Banken und Industrieunternehmen unter Beteiligung des Reichswirtschaftsministeriums in Berlin die Bank für Industrieobligationen (Bafio) gegründet. Die Unternehmen hatten Obligationen (verzinsliche Schuldverschreibungen) in Höhe des auf sie entfallenden Anteils auszustellen, an die Bafio zu übergeben und dafür Zins- und Tilgungszahlungen zu leisten. Die Bafio hielt diese Einzelobligationen und gab dadurch gedeckte allgemeine Industriebonds aus. Erster Vorstandsvorsitzender war der Bankier Wilhelm Bötzkes.
Der Young-Plan im Jahr 1929 hob die Reparationsverpflichtungen der Industrie auf. Damit entfiel der ursprüngliche Geschäftszweck der Bafio.

### 1931 bis 1939: Industriebankgesetz und Osthilfe
Die Weltwirtschaftskrise brachte unter anderem die hochverschuldeten ostdeutschen Landwirtschaftsbetriebe in eine existenzbedrohende Situation. Das am 31. März 1931 in Kraft getretene Osthilfe- und Industriebankgesetz wies der Bafio neue Aufgaben im Rahmen der Osthilfe zu. Diese Aufgaben umfassten im Wesentlichen die Gewährung von sogenannten Entschuldungsdarlehen, die aus der in reduziertem Umfang weitergeführten Industrieumlage finanziert wurden, sowie die Kreditvergabe an insbesondere kleine und mittlere Unternehmen. Nach 1933 wurde Letzteres zur Hauptaufgabe der Bafio.

### 1939 bis 1945: Deutsche Industriebank
1939 übernahm die Bank auch offiziell den schon lange benutzten Namen „Deutsche Industriebank“.
Das langfristige Industriekreditgeschäft blieb von Vorgaben des NS-Regimes lange Zeit unberührt, jedoch war die Bank an den Kapitalverschiebungen als Folge der Judenverfolgung beteiligt. Im Laufe des Kriegs stand mehr und mehr die Finanzierung „kriegswirtschaftlich wichtiger Investitionen“ im Vordergrund. Die Bank blieb „eine selbständige Aktiengesellschaft und verwaltungsmäßig unabhängig vom Deutschen Reich“ und gehörte immer der Wirtschaftsgruppe „Privates Bankgewerbe“ an.

### 1945 bis 1974: Industriekreditbank AG

Aktie über 50 DM der Industriekreditbank AG vom November 1968

Nach dem Krieg durfte die Industriebank ihre Tätigkeit in Berlin nicht mehr ausüben. Am 9. Dezember 1948 beschloss eine Industriellenversammlung in der Frankfurter Handelskammer, eine „Selbsthilfeorganisation der Industrie“ zu gründen, die die Aufgaben der Industriebank – die Vergabe langfristiger Investitionskredite an mittlere und kleine Unternehmen – fortführen sollte.
Am 29. März 1949 wurde die Industriekreditbank AG (IKB) in Düsseldorf gegründet. Eine wichtige Aufgabe der Bank war nun auch die Weiterleitung von Mitteln der Kreditanstalt für Wiederaufbau an die mittelständische Wirtschaft in Form langfristiger Investitionskredite. Die öffentlichen Mittel wurden durch Ausgabe eigener Anleihen aufgestockt.
Um Engpässe in der Versorgung mit Grundstoffen (Kohle, Eisen, Stahl, Strom, Gas) zu beheben, erlegte das 1952 verabschiedete „Investitionshilfegesetz“ der gewerblichen Wirtschaft eine Investitionshilfe von einer Milliarde DM auf. Das Aufkommen wurde in ein Sondervermögen überführt, aus dem Investitionsmittel an die Grundstoffindustrie ausgegeben wurden. Zum Verwalter dieses Sondervermögens bestimmte das Gesetz die Industriekreditbank AG. Die Investitionsempfänger hatten zum Ausgleich Industrieanleihen und andere Wertpapiere auszugeben, die den Aufbringungspflichtigen zugeteilt wurden. Auch dieser Prozess wurde durch die IKB vermittelt.
1953 erwarb die alte Deutsche Industriebank, welche in diesem Jahr wieder in Berlin (West) zugelassen worden war, einen Mehrheitsanteil an der IKB.
Die Entwicklung in den 1960er Jahren war durch einen relativ kontinuierlichen Aufbau des Kreditengagements gekennzeichnet. Mitte der 1960er Jahre wurde die Berliner Deutsche Industriebank (ab 1974: Niederlassung Berlin der Industriekreditbank AG Deutsche Industriebank) Annahmestelle für sogenannte Berlin-Darlehen nach dem Berlinhilfegesetz. Die Darlehen bildeten die Basis für ein lebhaftes Langfristkreditgeschäft in Berlin (West).

### 1974 bis 1989: Industriekreditbank AG – Deutsche Industriebank
Die Verbindungen der Industriekreditbank zur Deutschen Industriebank waren von Beginn an sehr eng. Im Jahr 1974 wurde die rechtliche Vereinigung vollzogen; die neue Bank (Bankdirektor und Generalbevollmächtigter war der 1929 in Hamburg geborene Rolf Toepfer) firmierte unter Industriekreditbank AG – Deutsche Industriebank (ab 1991: IKB Deutsche Industriebank). Die Modalitäten der Fusion wurden durch das „Gesetz über die Verwendung des Vermögens der Deutschen Industriebank“ geregelt. Festgelegt wurde unter anderem die Überführung des bislang treuhänderisch verwalteten Vermögens der Industriebank in eine Stiftung zur Förderung der gewerblichen Wirtschaft. Es entstand die „Stiftung zur Förderung der Forschung für die gewerbliche Wirtschaft“ (heute Stiftung Industrieforschung), die nun als Aktionärin der fusionierten Bank auftrat. Als Äquivalent für die Übertragung des Industriebank-Vermögens erhielt die Stiftung IKB-Aktien im Wert von nominal 31,2 Millionen DM.

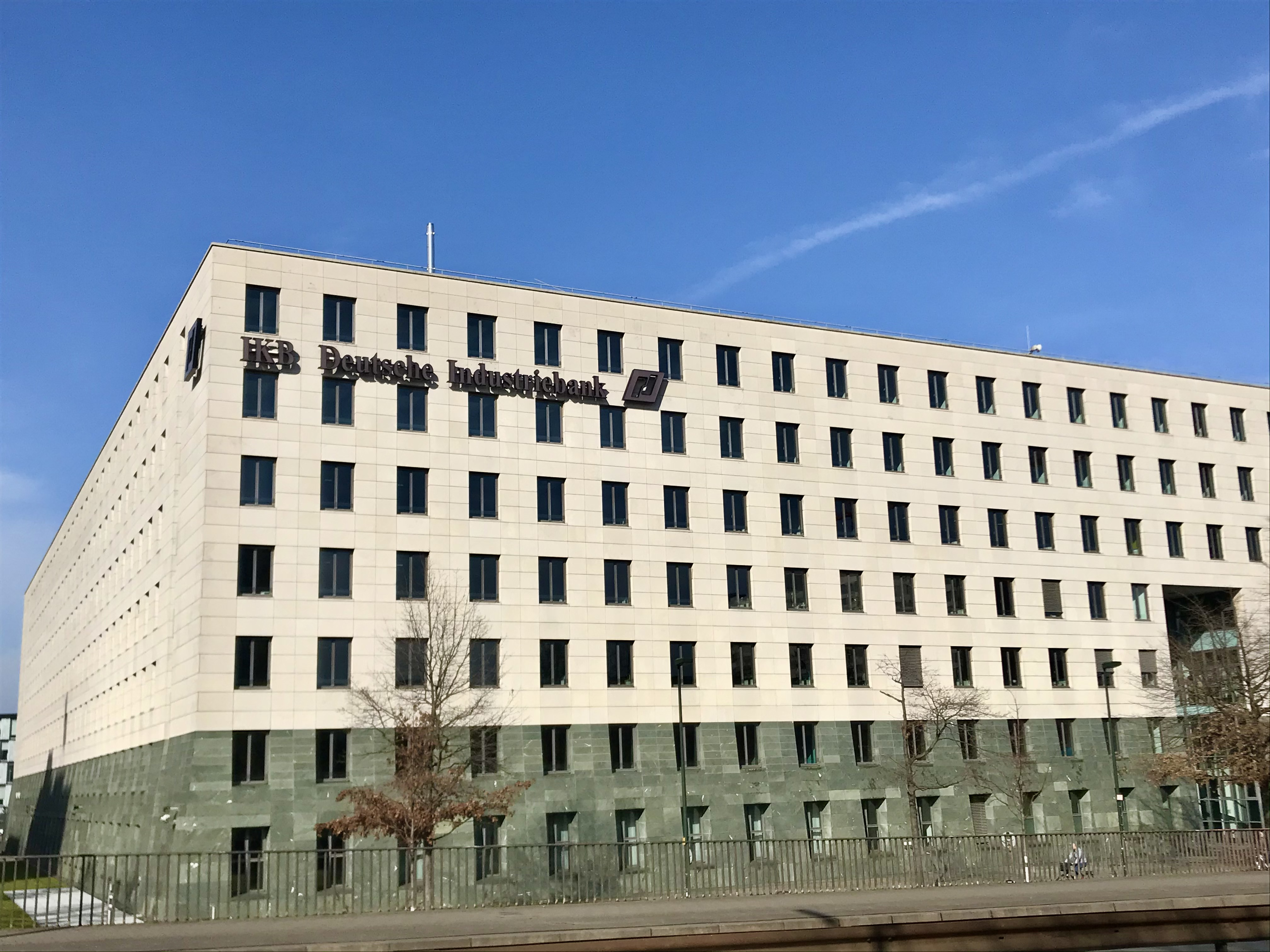
IKB Zentrale in Düsseldorf an der Uerdinger Straße, mdm Architekten, Fertigstellung 1996

In den folgenden Jahren kam es zur Gründung der Tochterunternehmen IKB Leasing GmbH (1972) und IKB Immobilien-Leasing GmbH (1972/73), die Leasing-Finanzierungen von Maschinen und Immobilien anboten, sowie der IKB International S.A. Luxemburg (1979) und der IKB Beteiligungsgesellschaft mbH (1987).
In der zweiten Hälfte der 1970er Jahre war zudem das aufkommende Interesse der Firmenkunden an langfristigen Exportfinanzierungen Startschuss für die IKB-Aktivitäten bei internationalen Finanzierungen.

### 1989 bis 2006: Jahre des Wachstums

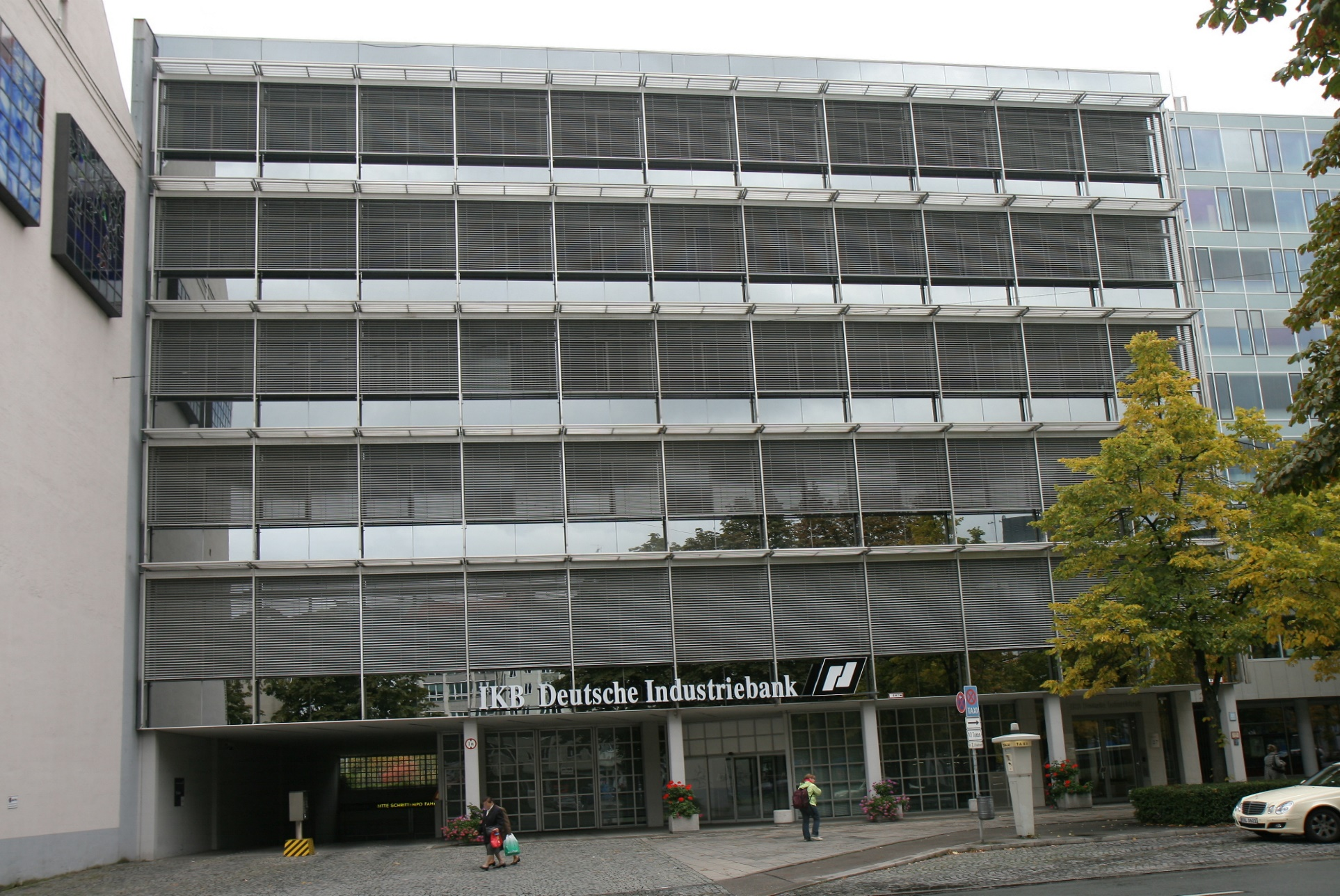
Ehemalige IKB-Niederlassung München

Schon kurze Zeit nach der deutschen Wiedervereinigung eröffnete die Bank eine Repräsentanz in Leipzig, um den südlichen Teil der ehemaligen DDR vor Ort betreuen zu können; für den nördlichen Teil wurde die schon bestehende Niederlassung Berlin zuständig. Die geografische Ausweitung schlug sich deutlich in den Geschäftsdaten der IKB nieder. Die Bilanzsumme stieg innerhalb von nur drei Jahren um fast 50 Prozent. Das überaus lebhafte Wachstum stellte die Bank vor die Notwendigkeit, ihre Eigenkapitalbasis erheblich zu stärken.
Die IKB richtete ihren Blick aber auch vermehrt über die deutschen Grenzen hinaus. Der Geschäftsbereich Internationale Finanzierung erweiterte sein Tätigkeitsfeld um die Finanzierung von Investitionen mittelständischer Unternehmen im Ausland. Sichtbar wurde dies vor allem durch die Errichtung ausländischer Stützpunkte. 1987 gründete die IKB eine Repräsentanz in Hongkong. Niederlassungen in Paris und London folgten in den Jahren 1995 und 1997. 1999 gelang der Sprung über den Atlantik nach New York. Schließlich wurde 2005 (Madrid) und 2006 (Mailand) das europäische Netz nach Süden ausgedehnt.
Die IKB International S.A. Luxemburg entwickelte sich mit 25 Prozent des gesamten Kreditvolumens und einer Bilanzsumme von über sieben Milliarden Euro zur größten Tochtergesellschaft im IKB-Konzern. Neben der Unternehmensfinanzierung mittelständischer deutscher Unternehmen wurde die IKB International zum Kompetenzzentrum für Fremdwährungsfinanzierungen, Strukturierte Finanzierungen und Financial Risk Management.
Das Geschäftsfeld Financial Risk Management wurde seit 2000 systematisch auf- und ausgebaut. Die IKB nutzte vermehrt Verbriefungen sowie Zins- und Währungsabsicherungen für die Steuerung ihres eigenen Risikos sowie der Risiken ihrer Kunden. Indem über außerbilanzielle Zweckgesellschaften die Kreditrisiken aus der Bilanz ausgegliedert wurden, musste weniger Eigenkapital vorgehalten werden. Das freigesetzte Kapital floss in neue Mittelstandskredite, aber auch in Portfolioinvestments der Bank.
Im November 2001 wurde die staatliche KfW, die bereits seit Jahren unter anderem als Refinanzierer von Mittelstandkrediten, aber auch bei der Verbriefung von Kreditrisiken mit der IKB zusammenarbeitete, durch Übernahme von IKB-Anteilen von der Allianz und der Münchener Rückversicherungs-Gesellschaft zum mit 34,1 % größten Einzelanteilseigner der IKB. Rund 12 % der Aktien hielt zu diesem Zeitpunkt die Stiftung Industrieforschung und rund 50 % befanden sich in Streubesitz.

### 2007/2008: Existenzbedrohende Krise

#### Vorgeschichte
Im Jahr 2002 gründete die IKB die US-amerikanische Zweckgesellschaft Rhineland Funding. Die bis 2007 nicht im Konzernabschluss konsolidierte Gesellschaft spielte die Rolle eines Conduits für die IKB. Sie kaufte hochverzinste forderungsbesicherte Wertpapiere mit Schwerpunkt USA, darunter auch Collateralized Debt Obligations, die auf verbrieften Subprime-Immobilienkrediten basierten. Der Erwerb wurde durch die Ausgabe niedrigverzinster Kurzzeitanleihen finanziert. Um das Rating der Rhineland Funding mit Bezug auf dieses Finanzierungsmodell zu verbessern, gewährte die IKB ihr Liquiditätsgarantien im Wert von 8,1 Mrd. Euro. Die Erträge der Wertpapiergeschäfte wurden über Beratungsgebühren an die IKB weitergeleitet.
Im März 2007 verwaltete die Rhineland Funding Investments im Wert von 12,7 Mrd. Euro. Zusätzlich bestanden bilanzierte Portfolioinvestments der IKB in internationale Kreditverbriefungen im Wert von 7,0 Mrd. Euro.

#### Plötzliche massive Schieflage und erstes Hilfspaket
Im Juli 2007 erkannten die Deutsche Bank und andere Banken das Risiko, das für die IKB von der Krise des US-amerikanischen Subprime-Markts ausging: Die Investments der Rhineland Funding verloren stark an Wert, das Interesse an den von ihr ausgegebenen Kurzzeitanleihen sank, und damit stieg das Risiko, dass sie die durch die IKB erteilten Liquiditätsgarantien in Anspruch nehmen müsste, um fällig werdende Anleihen zurückzuzahlen. Die IKB verfügte jedoch nur über Eigenkapital in Höhe von 1,4 Mrd. Euro. Daraufhin entschied die Deutsche Bank am 27. Juli 2007, ihre Kreditlinie für die IKB nicht zu verlängern; gleichzeitig informierte sie die BaFin.
In einer von Finanzminister Peer Steinbrück einberufenen Telefonkonferenz am 29. Juli, an der u. a. der BaFin-Präsident, die Vorstandsvorsitzenden von Deutscher Bank und KfW sowie Repräsentanten weiterer genossenschaftlicher und privater deutscher Banken teilnahmen, wurde ein Rettungspaket für die IKB vereinbart, um eine kurzfristig drohende Zahlungsunfähigkeit sowie eine mögliche Kettenreaktion für den deutschen Bankenmarkt abzuwenden. Medienberichten zufolge sprach der BaFin-Präsident Jochen Sanio während der Telefonkonferenz davon, es drohe die größte Bankenkrise seit 1931. Die KfW übernahm die Liquiditätslinie der IKB für die Rhineland Funding, weiterhin wurde eine Verlustbürgschaft in Höhe von 3,5 Mrd. Euro abgegeben, um einen erwarteten Fehlbetrag in dieser Höhe auszugleichen. Davon wurden 2,5 Mrd. Euro von der KfW und der verbleibende Betrag vom Bundesverband deutscher Banken, vom Deutschen Sparkassen- und Giroverband und vom Bundesverband der Deutschen Volksbanken und Raiffeisenbanken übernommen.
Am 30. Juli trat der IKB-Vorstandssprecher Stefan Ortseifen zurück; seine Aufgaben wurden von KfW-Vorstandsmitglied Günther Bräunig übernommen. In den kommenden Wochen legten mit Finanzvorstand Volker Doberanzke, Frank Braunsfeld (Risikomanagement) und Markus Guthoff (strukturierte Finanzierung) weitere Vorstandsmitglieder ihre Posten nieder.
Stattdessen neu in den Vorstand berufen wurden in den folgenden Monaten Reinhard Greszik (Finanzvorstand, bis 2009), Dieter Glüder (Kapitalmarktvorstand, dann Finanzvorstand, bis 2015) und Andreas Leimbach (Vorstand für Firmenkunden, Private Equity und Leasing, bis 2009). Claus Momburg (Risiko-Management) war das einzige Vorstandsmitglied, das sein Mandat fortsetzen konnte. Der Vorstand wurde vom Aufsichtsrat sowohl mit der Stabilisierung der Geschäftstätigkeit als auch der Einleitung eines Verkaufsverfahrens beauftragt.

#### Weitere krisenhafte Entwicklung, zweites und drittes Hilfspaket
Die IKB beauftragte die Wirtschaftsprüfungsgesellschaft PricewaterhouseCoopers mit einer Sonderprüfung, deren Ergebnisse im Oktober 2007 vorlagen. Die Wirtschaftsprüfer stellten Schwachstellen im Risikomanagement der Zweckgesellschaften sowie eine Überbeanspruchung der Risikotragfähigkeit der IKB fest, weiterhin forderten sie die Konsolidierung der Rhineland Funding im Jahresabschluss 2006/2007. Dieser wurde im Folgenden neu erstellt.
Am 29. November 2007 erhielt die IKB im Rahmen eines zweiten Hilfspakets des Bankenpools eine zusätzliche Risikogarantie über 350 Millionen Euro; diese galt für Bürgschaften der IKB für Geschäfte der Rhineland Funding mit anderen Banken, die sogenannte Havenrock-Struktur. Gleichzeitig teilte die KfW mit, die IKB stünde nun zum Verkauf. Teil des zweiten Hilfspakets war eine am 7. Januar 2008 von der IKB begebene Wandelschuldverschreibung in Höhe von 54 Millionen Euro, die vollständig von der KfW erworben und wenige Wochen später in Aktienkapital gewandelt wurde, wodurch sich der Anteilsbesitz der KfW auf 43,4 Prozent erhöhte.
Im Februar 2008 wurde die KfW von der Bundesregierung angewiesen, der IKB im Rahmen eines dritten Hilfspakets weitere Mittel bereitzustellen. 1,2 Mrd. Euro trug der Bund bei, 300 Millionen Euro kamen von den Bankenverbänden, und 1,05 Mrd. Euro gewährte die KfW in Form von Darlehen. Dabei verzichtete sie zunächst auf Rückzahlungsforderungen, vereinbarte mit der IKB jedoch sogenannte Besserungsabreden über eventuelle zukünftige Rückzahlungen. Außerdem kündigte die IKB eine Kapitalerhöhung von rund 1,5 Milliarden Euro an; die KfW verpflichtete sich, hiervon mindestens Aktien im Wert von 1,25 Milliarden Euro zu zeichnen. Da während der Zeichnungsfrist Anfang August 2008 von den anderen Eignern fast keine Aktien gezeichnet wurden, musste die KfW ihre Zusage erfüllen; ihr Anteil an der IKB erhöhte sich dadurch auf 90,8 Prozent.
Auf der Hauptversammlung am 27. März 2008 wurde der von der KfW kommende Werner Oerter in den Aufsichtsrat und im Folgenden zum Nachfolger des Aufsichtsratsvorsitzenden Ulrich Hartmann gewählt. Weiterhin beschlossen die Aktionäre eine Sonderprüfung, um die Verantwortung von Vorstand und Aufsichtsrat zu klären. Am 7. April wurde der umgehende Rücktritt der Vorstandsvorsitzenden der KfW Ingrid Matthäus-Maier gemeldet, die seit 2006 als erste Frau eine deutsche Großbank leitete.
Nach einer achtmonatigen Untersuchung befand die EU-Kommission im Oktober 2008, die Hilfsmaßnahmen der Banken und der deutschen Regierung seien mit dem EU-Beihilferecht vereinbar. Die Billigung wurde mit der Auflage einer dauerhaften Abkehr von Portfolioinvestments und Fokussierung der IKB auf das Firmenkundengeschäft mit mittelständischen Unternehmen verknüpft. Im Zusammenhang mit den EU-Auflagen wurde unter anderem die Luxemburger Tochtergesellschaft IKB International abgewickelt.

### 2008: Verkauf an Lone Star
Nach Genehmigung durch die EU-Wettbewerbsaufsicht sowie die Bundesanstalt für Finanzdienstleistungsaufsicht wurde im Oktober 2008 der im August vereinbarte Verkauf der IKB-Anteile der KfW an den amerikanischen Finanzinvestor Lone Star vollzogen. Der Kaufpreis betrug nach unbestätigten Presseberichten 137 Millionen Euro und lag damit deutlich unter dem zuvor genannten Ziel von 800 Millionen Euro. Lone Star übernahm risikobehaftete Wertpapiere der IKB im Nominalwert von 3,3 Milliarden Euro, die in eine Zweckgesellschaft ausgelagert wurden. Weitere Wertpapiere im Wert von 1,3 Milliarden Euro nahm die KfW in ihren eigenen Bestand.
Ende Dezember 2008 erhielt die IKB vom Finanzmarktstabilisierungsfonds SoFFin einen Garantierahmen von bis zu 5 Milliarden Euro für neu zu begebende Schuldverschreibungen. Im Juli 2009 wurde dieser Garantierahmen um weitere sieben Milliarden Euro erhöht.
Die im März 2008 von der Hauptversammlung der IKB-Aktionäre beschlossene Sonderuntersuchung zur Krise der IKB wurde kurz vor ihrem Abschluss auf einer außerordentlichen Hauptversammlung im März 2009 vom neuen Haupteigentümer Lone Star gestoppt. Nachdem die Deutsche Schutzvereinigung für Wertpapierbesitz beim Landgericht Düsseldorf gegen diese Entscheidung geklagt hatte, hob der Gerichtsbeschluss vom August 2009 die Absetzung des Sonderprüfers auf. Von der IKB angestrengte Beschwerden gegen den Beschluss wurden im Folgenden abgewiesen. Die Ergebnisse der Sonderprüfung wurden der IKB am 28. Februar 2014 vorgelegt.
Der ehemalige Vorstandssprecher der IKB, Stefan Ortseifen, wurde im Juli 2010 vom Landgericht Düsseldorf wegen Kursmanipulation zu einer zehnmonatigen Bewährungsstrafe und einer Geldstrafe von 100.000 Euro verurteilt. Das Urteil bezog sich auf die von Ortseifen verantwortete Pressemitteilung zum vorläufigen Quartalsergebnis der Bank vom 20. Juli 2007, in der die Lage der IKB stark geschönt worden war.

### Seit 2011: Wirtschaftliche Erholung
In den Jahren nach der Finanzkrise konnte die IKB durch Kostenreduktion und Fokussierung auf das Kerngeschäft der Kreditvergabe ihre wirtschaftliche Lage zunehmend verbessern. Im Zuge der Restabilisierung der IKB unternahm Lone Star seit Ende 2010 mehrere Versuche, die Bank zu verkaufen; ein Exit wird weiterhin angestrebt (Stand April 2021).

#### Bereinigung der Altlasten
Im Verlauf des Jahres 2012 gab die IKB die gebührenpflichtigen Liquiditätsgarantien, mit denen der SoFFin nach der Finanzkrise neu aufgenommene Verbindlichkeiten von Banken garantierte, vollständig zurück.
Bis zum Geschäftsjahr 2019/20 bereinigte die IKB durch Rückkauf von Besserungsabreden, Anleihen und stillen Beteiligungen ihre noch bestehenden Altlasten. 2017/18 und 2018/19 wurden für insgesamt rund 473 Millionen Euro sämtliche Verpflichtungen aus Besserungsabreden zurückgekauft. 2019/2020 wurden die stillen Beteiligungen der Capital Raising GmbH und Hybrid Raising GmbH beendet, die im Rahmen von zwei 2002 und 2004 durchgeführten Kapitalerhöhungsmaßnahmen entstanden waren.

#### Geschäftliche Entwicklung
Vor 2011 erfolgte die Refinanzierung der IKB ausschließlich durch Emission von Anleihen und Schuldscheindarlehen sowie durch Mittelaufnahme bei öffentlichen Kreditinstituten wie der KfW. Ab 2011 baute die IKB ihr Einlagengeschäft auf. Seitdem werden über das Internet Tages- und Festgeldanlagen angeboten, seit 2012 auch Auszahlpläne.
2014 bestand die IKB den von der europäischen Zentralbank durchgeführten europaweiten Bankenstresstest. Ausschlaggebend dafür war unter anderem die Menge der vorgehaltenen Eigenmittel der Bank (hartes Kernkapital).
Im April 2016 nahm die IKB ihre Aktie aus dem Börsenhandel (Delisting). Durch ein freiwilliges Kaufangebot an die anderen Aktionäre und einen anschließenden Squeeze-out der verbliebenen Minderheitsaktionäre wurde die Lone Star-Tochter LSF6 Europe Financial Holdings Alleineigentümerin der Bank.
Im Rahmen der Fokussierung auf ihr Kerngeschäft verkaufte die IKB 2017 die IKB-Leasing-Gruppe an einen Investmentfonds der Investmentgesellschaft HPS und den IT-Dienstleister IKB Data an die Datagroup.
2018 konnte die IKB nach der Finanzkrise erstmals wieder eine größere Anleihe auf dem internationalen Kapitalmarkt begeben.
Seit Dezember 2020 kooperiert die IKB mit dem Fintech-Unternehmen Hypoport. In diesem Zusammenhang erwarb sie einen 30-prozentigen Anteil an der 2019 gegründeten Hypoport-Tochter Fundingport, die eine Kreditvermittlungsplattform betreibt.
Im Januar 2021 wurde die Bonität der IKB erstmals seit 2011 wieder von den Ratingagenturen Fitch und Moody’s bewertet: Die Bank erhielt sogenannte „Investment Grade“-Ratings.

## Unternehmen
Die Geschäftstätigkeit der IKB ist auf Finanzierungs-, Beratungs- und Kapitalmarktdienstleistungen für Firmenkunden fokussiert. Die Refinanzierung des Firmenkundengeschäfts erfolgt über die Begebung von Anleihen am Kapitalmarkt sowie über das eigene Einlagengeschäft.
Die IKB Deutsche Industriebank steht in privatem Eigentum und wird nach privatwirtschaftlichen Grundsätzen geführt, hat in ihrer Geschichte aber immer wieder Aufgaben für den öffentlichen Bereich übernommen (u. a. im Zusammenhang mit Reparationsleistungen, mit der Investitionshilfe für die Grundstoffindustrie und der Berlinhilfe). Seit ihrer Neugründung nach dem Zweiten Weltkrieg gehört zu den Aufgaben der IKB die Vermittlung von Fördermitteln aus öffentlichen Förderprogrammen an mittelständische Unternehmen.
Die IKB betreibt keine Filialen; das Einlagengeschäft läuft ausschließlich online. Neben der Zentrale in Düsseldorf verfügt das Kreditinstitut über Niederlassungen in Berlin, Frankfurt, Hamburg, München und Stuttgart.
Laut Geschäftsbericht 2019/20 gehören zum IKB-Konzern neben der IKB AG 21 vollkonsolidierte in- und ausländische Tochterunternehmen. Überwiegend handelt es sich dabei um Vermögensverwaltungs- und Beteiligungsgesellschaften. Die IKB hält über diese Gesellschaften aktuell etwa 50 Beteiligungen (Stand 2020).
Die Aktien der IKB (DE0008063306) sind nicht börsengelistet und befinden sich zu 100 % im Besitz der LSF11 Europe Financial Holdings L.P., einer Tochtergesellschaft der amerikanischen Investmentgesellschaft Lone Star Funds.

## Sonstiges
Die IKB ist Partner des Vereins Deutsche Knochenmarkspende (DKMS). Unter anderem legte die Bank über einige Jahre eine festverzinsliche Weihnachtsanleihe auf, bei der sie pro 1000 Euro Anlagesumme einen festen Betrag aus eigenen Mitteln an die DKMS spendete. Auf diese Weise wurden insgesamt rund 80.000 Euro gespendet.
Die IKB ist Mitglied im Bankenverband Bundesverband deutscher Banken, der Interessenvertretung privater Banken in Deutschland.